# Contrôle de légalité des actes des collectivités territoriales et de certains établissements publics français
Ne doit pas être confondu avec recours pour excès de pouvoir.
Le contrôle de légalité est, en France, une procédure par laquelle le représentant de l'État (préfet le plus souvent) s'assure de la conformité à la loi des actes pris par les collectivités territoriales et certains établissements publics.
Le contrôle le plus connu est celui du préfet sur les collectivités locales, qui se fonde sur l'article 72, dernier alinéa, de la Constitution du 4 octobre 1958 : « Dans les collectivités territoriales de la République, le représentant de l'État, représentant de chacun des membres du Gouvernement, a la charge des intérêts nationaux, du contrôle administratif et du respect des lois. » La procédure est précisée dans le code général des collectivités territoriales.
En raison du principe de libre administration des collectivités territoriales et de certains établissements publics, ce contrôle ne porte pas sur l'opportunité des actes pris par ces collectivités mais sur leur conformité à la loi.
La loi de décentralisation du 2 mars 1982 a remplacé la tutelle administrative (contrôle a priori) par le contrôle de légalité.

## Les actes concernés
Le contrôle de légalité à l'égard des collectivités territoriales n'est pas général. Il s'exerce seulement sur certains types d'actes administratifs énumérés dans le CGCT. Les actes concernés sont par exemple :
- les décisions prises par le maire dans l'exercice de son pouvoir de police (sauf circulation et stationnement)
- les marchés publics
- les décisions relatives à la carrière des fonctionnaires territoriaux
- les permis de construire et certificats d'urbanisme, dans les collectivités où le maire ou le président de l'EPCI dispose de cette compétence.

Certains actes ne sont pas contrôlés :
- les actes pris au nom de l'État (par exemple les actes d'état civil, pour lesquels le maire agit en tant qu'agent de l'État). Dans ce cas, toutefois, le préfet dispose d'un pouvoir de nature hiérarchique.
- les actes de droit privé, par exemple à l'égard de certains agents contractuels.
- les marchés publics d'un montant inférieur à un seuil[3].

Le contrôle est a posteriori : les actes sont exécutoires dès qu'ils ont été transmis au représentant de l'État, sans nécessité d'attendre un avis de celui-ci.
Enfin, le contrôle n'aboutit pas à l'annulation de l'acte, qui relève du juge administratif.

## Les collectivités et établissements concernés
Le contrôle de légalité des préfets et représentants territoriaux de l'État porte sur des actes pris :
- par les collectivités territoriales : communes (y compris les conseils d'arrondissement de Paris, Lyon et Marseille), départements, régions. Certaines collectivités d'outre-mer sont soumises à des régimes particuliers (Nouvelle-Calédonie, Polynésie française), ainsi que la Corse et l'Alsace-Moselle.
- par les établissements publics locaux, notamment les établissements publics de coopération intercommunale (EPCI) [4] : communautés de communes, communautés d'agglomérations, communautés urbaines. Les autres établissements publics locaux ne sont pas concernés par le contrôle de légalité, sauf si une loi le prévoit (cas du Syndicat des transports d'Île-de-France [5]).
- par les sociétés d'économie mixte locales, dans la mesure où ces actes constituent un exercice de prérogatives de puissance publique[6].
- par les mandataires (actes et contrats pris par des mandataires au nom et pour le compte d'une collectivité territoriale ou d'un établissement public)[7]

Des autorités spécialisées assurent également le contrôle de légalité des décisions prises :
- par les établissements publics à caractère scientifique, culturel et professionnel (EPCSCP)[8], le contrôle étant exercé par le recteur pour les universités, les instituts nationaux polytechniques et universités de technologie, par le ministre chargé de l'enseignement supérieur ou le ministre chargé du domaine d'intervention pour les autres ;
- par les établissements publics de santé (EPS)[9], le contrôle étant exercé par le directeur général de l'Agence régionale de santé.
- par les établissements publics locaux d'enseignement[10] (EPLE) à savoir les collèges et les lycées. Le contrôle est exercé par l'État ou l'autorité académique par délégation[11].

## Modalité du contrôle de légalité
Le contrôle de légalité porte sur au moins huit millions d'actes chaque année.
Afin de réduire les coûts de transmission, la loi prévoit désormais la possibilité de les transmettre sous forme électronique. Cette dématérialisation du contrôle de légalité est conduite depuis 2005 dans le cadre du projet ACTES.
Les décisions prises par les collectivités territoriales sont exécutoires dès leur publication et leur transmission au Préfet. Le préfet n’exerce plus de contrôle a priori mais il peut attaquer les actes qu'il estime illégaux devant le juge administratif, seul en mesure d’en prononcer l’annulation.